# دوبوفكا
دوبوفكا (بالروسية: Дубовка) هي إحدى مدن روسيا في الكيان الفدرالي الروسي فولغوغراد أوبلاست.